# TRP Interstate Championship
Il TRP Interstate Championship è il titolo secondario della Top Rope Promotions.

## Albo d'oro
| Wrestler                                                                  | Regno | Data             | Luogo       | Note                                                                                                 |
| ------------------------------------------------------------------------- | ----- | ---------------- | ----------- | --- |
| Brickhouse Baker                                                          | 1     | Dicembre 2005    | New Bedford | |
| Nick Steel                                                                | 1     | 4 febbraio 2006  | New Bedford | |
| Big Daddy Bravo                                                           | 1     | 9 marzo 2007     | Fall River  | |
| Freightrain                                                               | 1     | 23 novembre 2007 | Fall River  | In un Triple Treath che includeva anche Gino Giovanni.                                               |
| BK Jordan                                                                 | 1     | 29 agosto 2008   | Fall River  | |
| Titolo reso vacante dopo un match contro Matt Taven finito in squalifica. |       |                  |             | |
| Buck Nasty                                                                | 1     | 6 novembre 2009  | Fall River  | In un 6-Man Ladder che includeva J Freddie, Spike Dudley, Matt Taven, Gregory Edwards e Ryan Waters. |
| Isys Ephex                                                                | 1     | 5 febbraio 2010  | Fall River  | |
| The Guy                                                                   | 1     | 6 agosto 2010    | Fall River  | |
| Vinny Marseglia                                                           | 1     | 8 aprile 2011    | Fall River  | |
| Jason Blade                                                               | 1     | 5 novembre 2011  | Bellingham  | Titolo vinto per squalifica.                                                                         |
| Biff Busick                                                               | 1     | 6 aprile 2012    | Fall River  | |
| Brandon Webb                                                              | 1     | 13 luglio 2012   | New Bedford | |
| Kevin Perry                                                               | 1     | 28 dicembre 2012 | Fall River  | |